# Christof Tendler
Christof Tendler, auch Christoph Namensvarianten Tändler, Tandler, Tendeler (* um 1540 in Gelenau; † vor 1617 in Torgau) war Maurermeister und Baumeister des Kurfürsten August von Sachsen.

## Leben
Tendler trat im Jahr 1568 erstmals in die Dienste des Kurfürsten August von Sachsen. Er arbeitete dort im Fortifikationswesen und im höfischen Bauwesen. Im Jahr 1571 erhielt er den Auftrag für den Neubau des Schlosses Annaburg im Stil der Architektur der Renaissance, das als Sommersitz für die Kurfürstin Anna angelegt wurde. Zeitgleich betreute er den Weiterbau und die Fertigstellung der von Hans Irmisch im Jahr 1565 begonnenen vierteiligen Schlossanlage in Lichtenburg, die wie Annaburg nördlich von Torgau gelegen ist. Dieser Komplex enthält eine Schlosskirche im Stil der Spätgotik. Nach dem Tode des Kurfürsten beendete Tendler sein Dienstverhältnis am Hof in Dresden und begab sich ins Fürstentum Braunschweig-Wolfenbüttel, um für Herzog Julius von Braunschweig und Lüneburg (Wolfenbüttel) das Schloss in Gröningen bei Halberstadt umzubauen. Diese Arbeit setzte er bis 1594 fort. Der Herzog hatte dieses Anwesen, neben seiner Residenz in Wolfenbüttel als Hauptwohnort genutzt, es verfiel jedoch bereits im 18. Jahrhundert und musste 1817 abgetragen werden. Zu den Besonderheiten des Schlosses gehörte neben einer Orgel von David Beck auch ein Weinfass von Michael Werner in Übergröße. Als Baumeister erhielt Tendler jährlich 150 Gulden, ein gutes Kleid, freien Tisch und nach der Fertigstellung 1594 ein Gnadengeschenk.
Des Weiteren war Tendler auch an baulichen Gutachten beteiligt und fungierte neben Paul Francke als Bausachverständiger und Bauverwalter beim Ausbau der Befestigungsanlagen in Wolfenbüttel. Am Anfang des 17. Jahrhunderts ging er schließlich nach Torgau, wo er um das Jahr 1617 herum verstarb.

## Werke (Auswahl)
- 1569/71 Bau des Südflügels des Schlosses in Dippoldiswalde
- 1572/75 Bau des Schlosses Annaburg
- 1577/78 Neugraben von der Schwarzen Elster nach Annaburg
- 1577/82 Bau des Schlosses Lichtenburg in Prettin
- 1586/94 Bau des Schlosses in Gröningen